# 더불어민주연합
더불어민주연합(더불어民主聯合)은 제22대 국회의원 선거를 앞두고 더불어민주당과 진보당, 새진보연합이 2024년 3월 3일에 결성한 대한민국의 연합 정당이다. 비례대표 14명이 당선되었으며, 이후 2024년 5월 더불어민주당으로 흡수합당되었다.
2024년 4월 10일 제22대 총선에서 비례대표 후보자 중 14번까지(14명) 당선되었다. 이후, 4월 25일 더불어민주연합에 참여한 다른 정당의 당선자 4명[※진보당: 정혜경·전종덕, 새진보연합(기본소득당: 용혜인, 사회민주당: 한창민)]을 제명하였고, 각각의 당선자는 국회의원직을 유지하고 원소속 정당으로 복귀하였다.
2024년 5월, 더불어민주연합은 더불어민주당으로 흡수합당되었다. 이에 따라 더불어민주당(8)과 시민사회(2) 추천으로 당선된 10명의 당선자는 더불어민주당으로 당적이 변경되었다.

## 주요 선거 결과
※대한민국 제22대 국회의원 선거 더불어민주연합 후보 목록

### 국회의원 선거
|  | 26.69% |

|  | 4.67% |

더불어민주연합은 2024년 대한민국 제22대 국회의원 선거에 비례대표만 공천하였으며, 지역구에는 후보자를 공천하지 않았다.

## 같이 보기
- 국민의미래: 2024년에 실시된 제22대 국회의원 선거를 앞두고 있던 국민의힘에서 창당한 비례대표 위성정당
- 더불어시민당: 2020년에 실시된 제21대 국회의원 선거를 앞두고 있던 더불어민주당에서 창당한 비례대표 위성정당
- 조국혁신당